# Pardosa mercurialis
Pardosa mercurialis è una specie di ragno lupo della famiglia Lycosidae. 

## Distribuzione
Si trova negli Stati Uniti.